# Alvise Dardani
Alvise Dardani (Venezia, 1429/32 – 1511) è stato un notaio italiano.
Era figlio di Giacomo Dardani e di Pellegrina Testa.

## Biografia
La data di nascita è incerta, compresa tra il 1429 e il 1432. Nel 1476 non viene ammesso al ruolo di cancelliere grande. Nel 1483 viene nominato auditore. Nel 1487 riceve il primo incarico di governo.